# IC 4048
IC 4048 ist eine Spiralgalaxie vom Hubble-Typ S im Sternbild Jagdhunde am Nordsternhimmel. Sie ist schätzungsweise 451 Millionen Lichtjahre von der Milchstraße entfernt.
Das Objekt wurde am 21. März 1903 von Max Wolf entdeckt.